# Claire Guibert
Pour les articles homonymes, voir Guibert.
Claire Guibert est une actrice française née le 24 septembre 1924 à Paris 15e et morte le 15 décembre 2018 à Sèvres (Hauts-de-Seine).
Spécialisée dans le doublage, elle a notamment prêté sa voix à Marilyn Monroe et Doris Day dans la plupart de leurs films, ainsi qu'à Vivien Leigh (Autant en emporte le vent), Linda Darnell, Susan Hayward, Anne Baxter, Virginia Mayo, Ava Gardner (Les 55 Jours de Pékin), etc.

## Biographie

### Jeunesse et études
Claire Guibert a été élève au centre d'art dramatique de la rue Blanche.

### Carrière
Elle commence sa carrière au cinéma à la Libération dans Rouletabille joue et gagne et prête sa voix la même année à Linda Darnell dans Le Signe de Zorro. De nombreux films américains n'ayant pas pu être doublés durant la Seconde Guerre mondiale, cette activité prend rapidement le pas sur sa carrière. Elle devient ainsi notamment la voix française de Marilyn Monroe et Doris Day dès les années 1950.

### Vie privée et mort
Claire Guibert était mariée à l'acteur Marc Valbel (1907-1960) qu'elle a épousé en 1953.
Elle meurt le 15 décembre 2018 à Sèvres (Hauts-de-Seine), à l'âge de 94 ans. Ses obsèques se tiennent le 21 décembre en l'église Saint-Roch de Paris.

## Théâtre
- 1947 : Un homme comme les autres d’Armand Salacrou, mise en scène Jean Wall, théâtre Saint-Georges
- 1949 : Le Pain dur de Paul Claudel, mise en scène André Barsacq, théâtre des Célestins

## Filmographie
- 1946 : Rouletabille joue et gagne de Christian Chamborant
- 1948 : Bagarres de Henri Calef
- 1951 : La Grande Vie de Henri Schneider
- 1957 : Le Désert de Pigalle de Léo Joannon
- 1959 : Le vent se lève de Yves Ciampi
- 1975 : Au théâtre ce soir : Monsieur Silence de Jean Guitton, mise en scène Christian Alers, réalisation Pierre Sabbagh, théâtre Édouard-VII

## Doublage

### Films
- Doris Day dans :
  - L’Homme qui en savait trop (1956) : Jo McKenna
  - Le Chouchou du professeur (1958) : Erica Stone
  - Confidences sur l'oreiller (1959) : Jan Morrow
  - Ne mangez pas les marguerites (1960) : Kate Robinson Mackay
  - Piège à minuit (1960) : Kit Preston
  - Un pyjama pour deux (1961) : Carol Templeton
  - La Plus Belle Fille du monde (1962) : Kitty Wonder
  - Un soupçon de vison  (1962) : Cathy Timberlake
  - Le Piment de la vie  (1963) : Beverly Boyer
  - Ne m'envoyez pas de fleurs (1964) : Judy Heppleway-Kimball
  - Opération Caprice (1967) : Patricia Cutter
  - Le Ranch de l'injustice (1967) : Josie Minick

- Linda Darnell dans :
  - Le Signe de Zorro (1940[4]) : Lolita Quintero
  - Arènes sanglantes (1941)[5] : Carmen Espinosa
  - Buffalo Bill (1944[6]) : Dawn Starlight
  - Crime passionnel (1945) : Stella
  - La Poursuite infernale (1946) : Chihuahua
  - Ambre (1947) : Ambre St Clair
  - Chaînes conjugales (1949) : Lora Mae Hollingsway
  - Barbe-Noire le pirate (1952) : Edwina Mansfield
  - Passion sous les tropiques (1953) : Clare Shepperd

- Marilyn Monroe dans :
  - Chérie, je me sens rajeunir (1952) : Lois Laurel
  - Niagara (1953) : Rose Loomis
  - Rivière sans retour (1954) : Kay Weston
  - Sept Ans de réflexion (1955) : « La fille »
  - Arrêt d'autobus (1956) : Cherie
  - Le Prince et la Danseuse (1957) : Elsie Marina
  - Certains l'aiment chaud (1959) : Sugar Kane Kowalczyk
  - Le Milliardaire (1960) : Amanda Dell
  - Les Désaxés (1961) : Roslyn Taber

- Virginia Mayo dans :
  - La Fille du désert (1949) : Colorado Carson
  - La Flèche et le Flambeau (1950) : Anne de Hesse
  - Les Cadets de West Point (1950) : Eve Dillon
  - Une corde pour te pendre (1951) : Ann Keith
  - La Maîtresse de fer (1952) : Joséphine de Bornay
  - Richard Cœur de Lion (1954) : Lady Edith Plantagenet
  - Violence dans la vallée (1957) : Ellen
  - Le Courrier de l'or (Westbound, 1959) : Norma Putnam

- Susan Hayward dans :
  - David et Bethsabée (1951) : Bethsabée
  - Les Neiges du Kilimandjaro (1952) : Helen
  - Les Gladiateurs (1954) : Messaline
  - Le Jardin du diable (1954) : Leah Fuller
  - Tant que soufflera la tempête (1954) : Kathie O’Neill
  - Caravane vers le soleil (1959) : Gabrielle Dauphin
  - Le troisième homme était une femme (1961) : Ada Gillis
  - Rivalités (1964) : Valérie Hayden

- Shelley Winters dans :
  - Winchester ’73 (1950) : Lola Manners (1er doublage)
  - Menace dans la nuit (1951) : Peggy Dobbs
  - Une place au soleil (1951) : Alice Tripp
  - Passage interdit (1952) : Jane Stevens
  - La Brigade héroïque (1954) : Grace Markey
  - La Tour des ambitieux (1954) : Eva Bardeman
  - Le Coup de l'escalier (1959) : Lorry

- Rita Hayworth dans :
  - Les Amours de Carmen (1948) : Carmen
  - La Belle du Pacifique (1953) : Sadie Thompson
  - Salomé (1953) : Salomé
  - L'Enfer des tropiques (1957) : Irena
  - Peyrol le boucanier (1967) : Tante Catherine

- Gina Lollobrigida dans :
  - Les Belles de nuit (1952) : Leila
  - Fanfan la Tulipe (1952) : Adeline La Franchise
  - La Belle des belles (1955) : Lina Cavalieri
  - Anna de Brooklyn (1958) : Anna

- Gianna Maria Canale dans :
  - Spartacus (1953) : Sabina Crassus
  - La Belle et le Corsaire (1957) : Catherine d'Autriche
  - Maciste contre le fantôme    (1961) : Astra
  - La Bataille de Corinthe (1962) : Artemide

- Janet Leigh dans :
  - Les Vikings (1958) : Morgane
  - Détective privé (1966) : Susan Harper
  - Trois sur un sofa (1966) : Dr Elizabeth Acord
  - Fog (1980) : Kathy Williams

- Ava Gardner dans :
  - Les 55 Jours de Pékin (1963) : la baronne Nathalia Ivanoff
  - Sept jours en mai (1964) : Eleonor Holbrook
  - La Trahison (1975) : Katina Petersen
  - La Sentinelle des maudits (1977) : Mlle Logan

- Vivien Leigh dans :
  - Autant en emporte le vent (1939)[7] : Scarlett O’Hara
  - Le Visage du plaisir (1961) : Karen Stone
  - La Nef des fous (1965) : Mary Treaswell

- Anne Baxter dans :
  - La Ville abandonnée (1948) : Miche
  - Les Dix Commandements (1956) : Néfertari
  - Terre sans pardon (1957) : Lorna Hunter-Saunders

- Joanne Dru dans :
  - La Charge héroïque (1949) : Olivia Dandridge
  - Le clown est roi (1954) : Jill Brent
  - Un drôle de flic (1980) : Rosy Labouche

- Gloria Grahame dans :
  - Le Violent (1950) : Marcelle Gray
  - Sous le plus grand chapiteau du monde (1952) : Arielle (Angel)
  - L'Homme qui n'a jamais existé (1955) : Lucy Sherwood

- Rhonda Fleming dans :
  - Sémiramis, esclave et reine (1954) : Semiramis
  - Le Cirque fantastique (1959) : Helene Harrison
  - La Révolte des esclaves (1961) : Claudia

- Dorothy Malone dans :
  - L'Homme aux mille visages (1957) : Cleva Creighton Chaney
  - La Ronde de l'aube (1958) : Laverne Shumann
  - El Perdido (1961) : Belle Breckenridge

- Senta Berger dans :
  - Kali Yug, déesse de la vengeance (1964) : Catherine Talbot
  - Le Mystère du temple hindou    (1963) : Catherine Talbot
  - Major Dundee (1965) : Teresa Santiago

- Ingrid Bergman dans :
  - Les Amants du Capricorne (1949) : Henrietta Flusky
  - Anastasia (1956) : Anastasia

- Marie Windsor dans :
  - La Dernière Charge (1949) : Cara
  - L'Ultime Razzia (1956) : Sherry Peatty

- Maureen O'Hara dans :
  - Rio Grande (1950) : Kathleen York
  - Notre agent à La Havane (1959) : Beatrice Severn

- Jean Peters dans :
  - Viva Zapata ! (1952)  : Josefa Zapata
  - Le Port de la drogue (1953) : Candy

- Lauren Bacall dans :
  - Aux frontières des Indes (1959) : Catherine Wyatt
  - Le Crime de l’Orient-Express (1974) : Mrs. Harriet Belinda Hubbard

- Lana Turner dans :
  - Quinze jours ailleurs (1962) : Georgia Lorrison dans un extrait du film Les Ensorcelés
  - L'Inconnu du gang des jeux (1962) : Melanie Flood

- Louise Fletcher dans :
  - L'Exorciste 2 : L'Hérétique (1977) : Dr Gene Tuskin (1er doublage)
  - Le Privé de ces dames (1978) : Marlene DuChard

Mais aussi :
- 1943[8] : Le Banni : Rio McDonald (Jane Russell)
- 1944[9] : La Femme aux araignées :  Andrea Spedding (Gale Sondergaard)
- 1945[6] : Le Poison : Helen St.James (Jane Wyman)
- 1945 : Au cœur de la nuit : Joyce Grainger (Judy Kelly)
- 1946 : La Couleur qui tue : l'infirmière Frederica Linley (Sally Gray)
- 1947 : Monsieur Verdoux : la jeune femme (Marilyn Nash)
- 1947 : Le Procès Paradine : Gay Keane (Ann Todd)
- 1947 : Huit Heures de sursis : Kathleen Sullivan (Kathleen Ryan)
- 1948 : Le Réveil de la sorcière rouge : Teleia Van Schreeven (Adele Mara)
- 1948 : La Cité sans voiles : Ruth Morrison (Dorothy Hart)
- 1949 : L’Atlantide : la reine Antinéa  (María Montez)
- 1949 : Entrée illégale : Anna Duvak (Märta Torén)
- 1949 : Le Champion : Emma Bryce (Ruth Roman)
- 1950 : Dallas, ville frontière : Flo (Barbara Payton)
- 1950 : Dimanche d’août : Adriana (Vera Carmi)
- 1951 : Le Cavalier de la mort : Nan Melotte (Ellen Drew)
- 1951 : Face à l'orage : Nancy Greer (Dorothy McGuire)
- 1951 : La Mère du marié : Maggie Carleton McNulty (Gene Tierney)
- 1951 : Quo vadis : Acté (Rosalie Crutchley)
- 1951 : Pour l’amour du ciel : la comtesse Guidi (Elli Parvo)
- 1952 : Les loups chassent la nuit : Catherine (Carla Del Poggio)
- 1952 : La Vallée des géants : Daisy Fisher / Dora Figg (Patrice Wymore)
- 1952 : Le Proscrit : la comtesse Flora (Gale Robbins)
- 1953 : Le Trésor du Guatemala : Clara (Constance Smith)
- 1953 : L’Affaire Maurizius : Anna Jahn (Eleonora Rossi Drago)
- 1954 : Johnny Guitare : Emmaa (Mercedes McCambridge)
- 1954 : La Comtesse aux pieds nus : Mirna (Mari Aldon)
- 1954 : Du plomb pour l'inspecteur : Lona McLane (Kim Novak)
- 1954 : Les Proscrits du Colorado : Alice Austin (Catherine McLeod)
- 1954 : La poursuite dura sept jours : Martha (Joan Weldon)
- 1955 : L’Homme qui n’a pas d’étoile : Idonee (Claire Trevor)
- 1955 : Femmes en prison : Amelia van Zandt (Ida Lupino)
- 1955 : Les Inconnus dans la ville : Linda Sherman (Virginia Leith)
- 1955 : La Colline de l’adieu : Suzanne (Jorja Curtright)
- 1956 : La Dernière Caravane : Valinda (Stephanie Griffin)
- 1956 : La Revanche du prince noir : Laura (Fiorella Mari)
- 1957 : Police internationale : Gina Broger (Anita Ekberg)
- 1957 : Le Scandale Costello : Margaret Landi (Joan Crawford)
- 1958 : Le Gaucher : Celsa (Lita Milan)
- 1958 : Le Bal des maudits : Gretchen Hardenberg (May Britt)
- 1958 : Sérénade au Texas : Sylvia la rousse (Sonja Ziemann)
- 1958 : L'Épée et la Croix : Marie de Magdala (Yvonne De Carlo)
- 1959 : L’Homme aux colts d’or : Jessie Marlow (Dolores Michaels)
- 1959 : Les Nuits de Lucrèce Borgia : Lucrèce Borgia (Belinda Lee)
- 1959 : Ce monde à part : Carol Wharton (Alexis Smith)
- 1959 : Voyage au centre de la Terre : Carla Goetaborg (Arlene Dahl)
- 1959 : Soudain l’été dernier : Violette Venable (Katharine Hepburn)
- 1960 : Le Cirque des horreurs : Angela (Jane Hylton)
- 1960 : La dolce vita : Madame Steiner (Renée Longarini)
- 1960 : La Garçonnière : la blonde (Joyce Jameson)
- 1960 : Le Géant de Thésalie : La Regina Caia (Nadine Duca)
- 1960 : Un numéro du tonnerre : Olga (Valerie Allen)
- 1960 : L’Inconnu de Las Vegas : Adele Ekstrom (Patrice Wymore)
- 1960 : Rewak le Rebelle : Valeria (Deirdre Sullivan)
- 1960 : L'Auberge du Cheval-Blanc : Josepha Vogelhuber (Waltraut Haas)
- 1961 : Le Miracle des loups : Jeanne de Beauvais (Rosanna Schiaffino)
- 1961 : Les Horaces et les Curiaces : Horatia (Jacqueline Derval)
- 1961 : Samson contre Hercule : Romilda (Mara Berni)
- 1961 : Barabbas : Julia (Valentina Cortese)
- 1961 : Les Amours d’Hercule : Déjanire (Jayne Mansfield)
- 1961 : Amour sauvage : Flossie (Robin Raymond)
- 1961 : Le Cavalier noir : Dona Marian (Jacqueline Evans)
- 1961 : La Bataille de Corinthe : Artemide (Gianna Maria Canale)
- 1961 : Robin des Bois et les Pirates : Lizbeth Brooks (Rosanna Rory)
- 1961 : L’Enlèvement des Sabines : Vénus (Rosanna Schiaffino)
- 1961 : Hercule à la conquête de l’Atlantide : la reine Antinéa  (Fay Spain)
- 1962 : Maciste contre les géants : la princesse Thalima (Scilla Gabel)
- 1963 : Les Trois Épées de Zorro : Maria (Mikaela Wood)
- 1963 : Freud, passions secrètes : Martha Freud (Susan Kohner)
- 1963 : Mercredi soir, 9 heures... : Mona Kaufman (Dianne Foster)
- 1963 : Le Téléphone rouge : Evelyn Fowler (Leora Dana)
- 1964 : Hercule contre les mercenaires : Messaline (Lisa Gastoni)
- 1964 : La diligence partira à l'aube : Leah Parker (Marilyn Maxwell)
- 1964 : Police spéciale : Cathy (Constance Towers)
- 1965 : Le Docteur Jivago : Amelia (Adrienne Corri)
- 1965 : Un pistolet pour Ringo : Dolores (Nieves Navarro)
- 1965 : Trente minutes de sursis :  Inga Dyson (Anne Bancroft)
- 1965 : Chère Brigitte : Vina Leaf (Glynis Johns)
- 1965 : Le Cher Disparu : Sadie Blodgett (Barbara Nichols)
- 1966 : La Poursuite impitoyable : Mrs. Sifftifieus (Pamela Curran)
- 1966 : Le Pharaon : Nikotris (Wiesława Mazurkiewicz)
- 1966 : Un truand : Dr Marion Hague (Marian McCargo)
- 1966 : Duel à la vodka : Mme Georgette (Ursula Noack)
- 1966 : Technique d'un meurtre : Lucy (Theodora Bergery)
- 1966 : Mission spéciale... Lady Chaplin : Hilde (Helga Liné)
- 1966 : Surcouf, le tigre des sept mers : Joséphine de Beauharnais (Mónica Randall)
- 1967 : Voyage à deux : Françoise Dalbret (Nadia Gray)
- 1967 : F comme Flint : Helena (Hanna Hertelendy)
- 1967 : Les Corrompus : Lilly Mancini (Elke Sommer)
- 1967 : Trois milliards d'un coup : Kathleen Mary Clifton (Joanna Pettet)
- 1968 : Mandat d’arrêt  : Sheila Quentin (Lilli Palmer)
- 1968 : Candy : Livia (Elsa Martinelli)
- 1970 : MASH : le reporter (Dianne Turley Travis)
- 1970 : Les Derniers Aventuriers : Deborah Hadley (Olivia de Havilland)
- 1970 : Joe, c'est aussi l'Amérique : Janine (Gloria Hoye)
- 1973 : Le Voleur qui vient dîner : Virlene Henderling (Virlene Shaw)
- 1974 : Les Derniers Jours de Mussolini : Clara Petacci (Lisa Gastoni)
- 1974 : Top Secret : Margaret Stephenson (Sylvia Syms)
- 1975 : Salon Kitty  : Kitty Kellermann (Ingrid Thulin)
- 1977 : Un espion de trop : Mrs. Hassler (Jacqueline Scott)
- 1978 : La Nuit des masques : le professeur de philosophie (hors-champ) [Qui ?]
- 1978 : Superman : Vond-Ah (Maria Schell) (1er doublage)
- 1978 : Têtes vides cherchent coffres pleins : Mary Pino (Gena Rowlands)
- 1978 : Furie : Vivian Nuckells (Jane Lambert)
- 1978 : Graffiti Party : Mrs. Barlow (Barbara Hale)
- 1978 : Un mariage Marge Spar (Mary Seibel)
- 1979 : Bienvenue, mister Chance : voix secondaires
- 1980 : Le miroir se brisa : Dolly Bantry (Margaret Courtenay)
- 1981 : Le Choc des Titans : Héra (Claire Bloom)
- 1983 : Le Retour de l'inspecteur Harry : la juge Hungstrüm (Lois de Banzie)
- 1987 : Blue Velvet : Madame Williams (Hope Lange)
- 1990 : L'Amour dans de beaux draps : Rose Turner (Frances Sternhagen)

### Téléfilm
- 1975 : La Nuit qui terrifia l'Amérique : Toni (Shelley Morrison)